# Skassa (Großenhain)
Skassa ist ein Ortsteil der Großen Kreisstadt Großenhain im Landkreis Meißen in Sachsen mit derzeit 253 Einwohnern. Skassa wurde vor 1190 als Zcassowe, 1205 als Schassowe sowie 1261 als Scassowe urkundlich erwähnt, 1350 als castrum Sc[h]assowe und 1711 als Sckassa.

## Geografie und Verkehrsanbindung
Großenhain liegt im nördlichen Landkreis Meißen direkt am Kreuzungspunkt der ehemaligen Via Regia und der ehemaligen Sächsischen Salzstraße an der Großen Röder, der Ort Skassa ca. 2 km westlich vom Großenhainer Zentrum am Knick des Flusses nach Norden.
Die Bundesstraßen B 98 und B 101 führen an Skassa vorbei. Durch Skassa führt eine Buslinie zwischen Riesa, Nünchritz und Großenhain.

## Geschichte

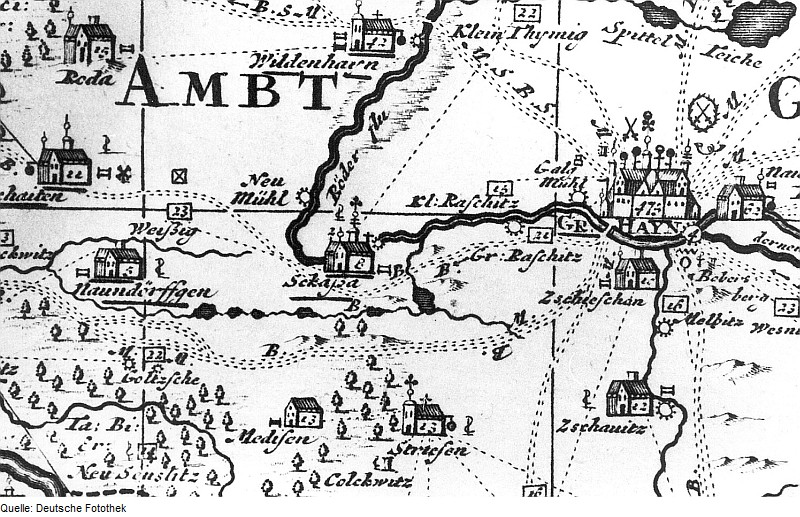
Sckassa auf Adam Friedrich Zürners Special-Landt-Charte von Großenhain von 1711 dargestellt.

Skassa, früher als Zcassowe sowie Sc[h]assowe bezeichnet, fand als Herrensitz mit dem edelfreien Ritter Hoyer von Schassowe in einer Urkunde des Klosters Altzelle vor 1190 erstmals Erwähnung. In dessen Familienbesitz blieb es vermutlich bis Ende des 14. Jahrhunderts.
1445 wurde die heutige Neumühle genannt. Für 1474 ist ein Herrenhof mit sehr viel Gesinde belegt, der deswegen als Rittergut gedeutet wird. Dies wäre dann für Sachsen der erste Nachweis einer Eigenwirtschaft des Landadels.
Als Folge des Dreißigjährigen Krieges brach am 6. Dezember 1631 die Pest im Ort aus. Durch Plünderungen und Verwüstungen lagen nach dem Krieg 26 Bauern-, Gärtner- und Häuslerstellen wüst, wodurch ein Bauernlegen ermöglicht wurde. Der Ort war bis auf die zwei Mühlen zerstört. Bald darauf entstand an gleicher Stelle ein neues Dorf.

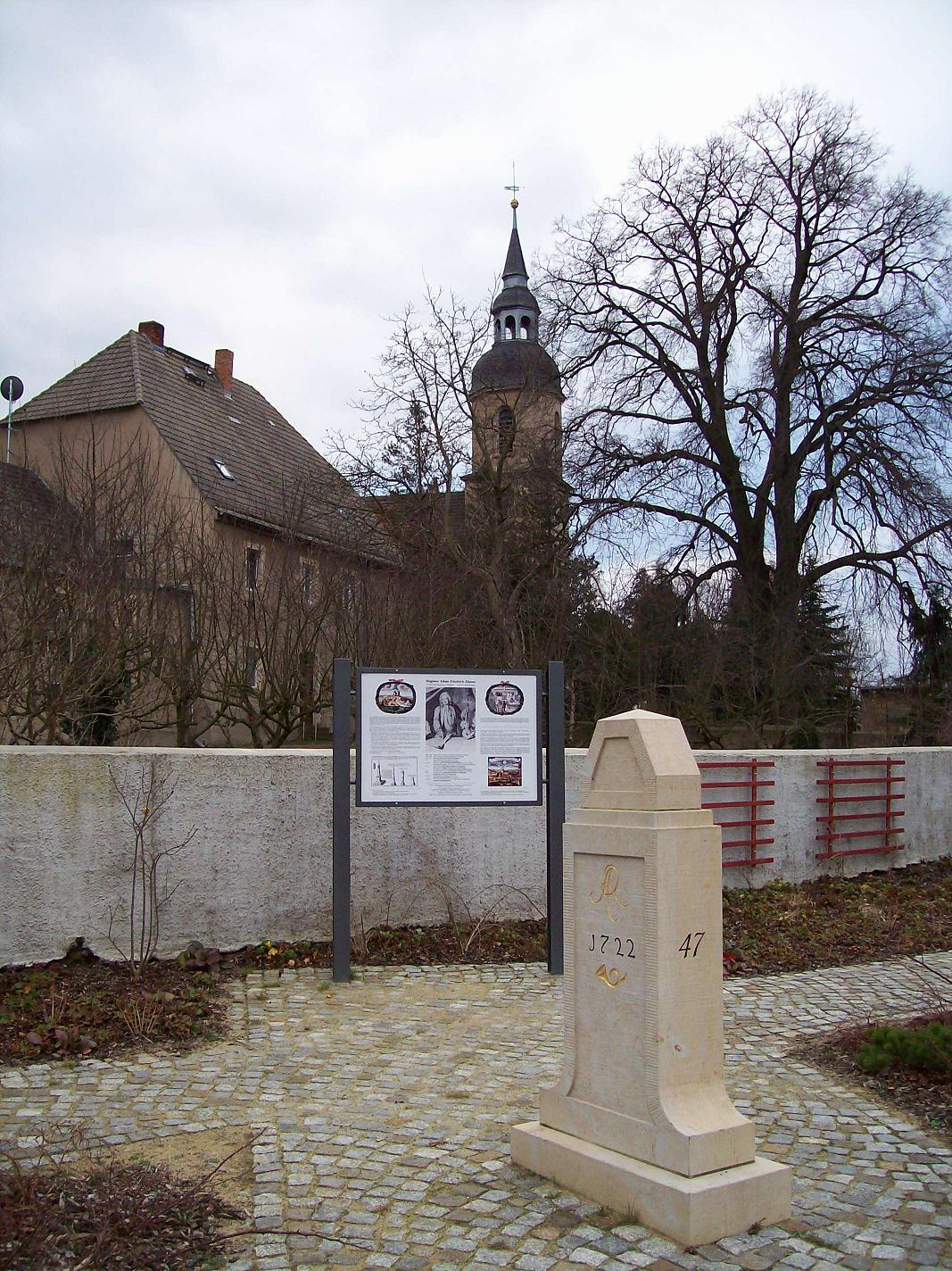
Adam-Friedrich-Zürner-Gedenkstätte in Skassa bei Großenhain

Im Jahre 1705 übernahm der damals 26-jährige Adam Friedrich Zürner aus Marieney im Vogtland nach einem Theologiestudium an der Universität Leipzig und einem Abschluss in Wittenberg die Pfarrstelle in Skassa. Schon im Jahr darauf heiratete er hier die 10 Jahre jüngere Pfarrerstochter Magdalena Sophie Cadner und ließ das Pfarrhaus auch für seine Vermessungsarbeiten ausbauen. Seine Special-Landt-Charte von Großenhain wurde am 24. April 1711 Kurfürst August dem Starken vorgelegt, der eine gleiche Karte für das Amt Dresden wünschte und am 12. April 1713 dann den Auftrag für alle Ämter des Kurfürstentums Sachsen erteilte. Hierfür konstruierte Zürner einen geografischen Messwagen. Ab 1721 wurden die kursächsischen Postmeilensäulen in den sächsischen Städten und entlang der Poststraßen errichtet. Zürners Frau verstarb am 22. Mai 1721 in Skassa. Die Ehe währte 15 Jahre und brachte vier Kinder hervor. Nach seiner Ernennung zum „Land- und Grenzkommissar“ gab Zürner seine Stelle als Pfarrer in Skassa auf und zog 1722 nach Dresden. Er gilt heute als Vater der Postmeilen- und Distanzsäulen im Sächsischen Kurfürstentum und setzte sich auch für die Schaffung eines einheitlichen Längenmaßes in Sachsen ein.
Am 23. September 1761 wurde der Oberst George Rudolph von Heßler Besitzer von Skassa. Es gab damals neben dem oberen Dorf mit dem Rittergut, einer Schäferei, zwei Dreschhäusern, einer Schmiede mit Schänke und Brennerei auch noch ein unteres Dorf mit einer Dampfbrennerei, einer Schloßmühle, der Kirche sowie der Schulstube. Da Skassa ein Kirchdorf war, stand die Schulstube unter kirchlicher Leitung.

### Einwohnerentwicklung
- 1994: 321 Einwohner
- 2014: 253 Einwohner

## Baudenkmäler

### Kirche
Die Skassaer Kirche wurde in den Jahren 1756 bis 1758 im Stil des Rokoko an der Stelle eines spätgotischen Vorgängerbaues neu errichtet. Die Bauarbeiten leitete der damalige Skassaer Rittergutsherr Oberst George Rudolph Heßler, der auch den Kirchenbau wesentlich mitfinanzierte, wobei er auf die Einrichtung einer herrschaftlichen Betstube besonderes Augenmerk legte. Es wurde soviel Material der Vorgängerkirche wie nur möglich nachverwendet und außerdem auch noch durch Hand- und Spanndienste der Gemeindemitglieder an den Baukosten gespart. So wurden beispielsweise die Kanzel und der Altar zwar aus Cottaer Sandstein gefertigt, aber durch einen Gipsüberzug marmorähnlich gestaltet. Trotzdem blieb der Turm unvollendet und wurde erst rund hundert Jahre später fertiggestellt. Die Ausstattung der Kirche einschließlich der Orgel hat sich bis heute im Original erhalten.

### Neumühle
Neben der Straße nach Wildenhain entstand 1847 an Stelle der Mühle von 1445 die Neumühle, die sich nun schon seit mehreren Generationen im Besitz derselben Familie befindet.

## Religion
Skassa wie auch die Stadt Großenhain waren seit Einführung der Reformation 1548 Teil des Evangelisch-Lutherischen Kirchenbezirkes Großenhain. Zum Kirchspiel Skassa gehören die Dörfer Skassa und Weißig bei Großenhain.